# Герасим III Константинополски
Герасим III Константинополски (на гръцки: Γεράσιμος Γ΄) е вселенски патриарх в годините от 1794 до 1797 година.

## Биография
Роден е на Кипър в началото на XVIII век. На 28 февруари 1762 година е избран и по-късно ръкоположен за митрополит на Виза, а през 1767 година патриарх Самуил I Хандзерис го поставя начело на Патриаршеската академия. През 1783 година е избран за никомидийски митрополит, а през 1791 година за деркоски митрополит.
На 3 март 1794 година е избран за вселенски патриарх, като наследява Неофит VII. По време на своето патриаршество поставя възрастови граници за ръкополагането на духовници, като забранява ръкополагането на дякони под 25 години и презвитери под 30 години. С патриаршеския си печат той потвърждава принадлежността на митрополията на Алепо към Антиохийската патриаршия.
На 18 април 1797 година подава оставка и се оттегля в Тарабия, където умира малко по-късно.